# High Voltage (álbum de 1975)
High Voltage é o álbum de estreia da banda de rock australiana AC/DC, lançado em 17 de fevereiro de 1975, apenas na Austrália.

## Lista de faixas
Todas as músicas foram escritas por Angus Young, Malcolm Young, e Bon Scott, exceto onde anotado.
| Lado A |                                            |         |  |
| N.º    | Título                                     | Duração |  |
| 1.     | "Baby, Please Don't Go (Big Joe Williams)" | 4:52    |  |
| 2.     | "She's Got Balls"                          | 4:52    |  |
| 3.     | "Little Lover"                             | 5:39    |  |
| 4.     | "Stick Around"                             | 4:42    |  |

| Lado B |                              |         |  |
| N.º    | Título                       | Duração |  |
| 1.     | "Soul Stripper"              | 6:27    |  |
| 2.     | "You Ain't Got a Hold on Me" | 3:35    |  |
| 3.     | "Love Song"                  | 5:11    |  |
| 4.     | "Show Business"              | 4:46    |  |

## Paradas musicais
| País/Parada (1975)            | Melhor posição |
| ----------------------------- | -------------- |
| Austrália (Kent Music Report) | 14             |

## Certificações
| Austrália (ARIA)                  | 5x Platina | 350 000^ |
| ^Certificação com base no varejo. |            |          |

## Créditos
- Bon Scott – vocais
- Angus Young – guitarra solo
- Malcolm Young – guitarra rítmica, backing vocals, baixo, guitarra solo nas faixas 3, 5, 6 e 8
- George Young – produção, baixo, guitarra rítmica, bateria, backing vocals
- Rob Bailey – baixo
- Tony Currenti – bateria
- Peter Clack – bateria na faixa 2
- John Proud – bateria na faixa  3